# British Home Championship 1960/61
Die British Home Championship 1960/61 war die 66. Auflage des im Round-Robin-System ausgetragenen Fußballwettbewerbs zwischen den vier britischen Nationalmannschaften von England, Nordirland (bis 1949/50 Irland), Schottland und Wales.
| Pl. | Nationalmannschaft | Sp. | S | U | N | Tore    | Punkte |
| --- | ------------------ | --- | - | - | - | ------- | ------ |
| 1.  | England            | 3   | 3 | 0 | 0 | 019:600 | 06:0   |
| 2.  | Wales              | 3   | 2 | 0 | 1 | 008:600 | 04:20  |
| 3.  | Schottland         | 3   | 1 | 0 | 2 | 008:130 | 02:40  |
| 4.  | Nordirland         | 3   | 0 | 0 | 3 | 005:150 | 0:60   |

|                                               |   |            |           |
| 8. Oktober 1960 in Belfast (Windsor Park)     |   |            |           |
| Nordirland                                    | – | England    | 2:5 (1:2) |
| 22. Oktober 1960 in Cardiff (Ninian Park)     |   |            |           |
| Wales                                         | – | Schottland | 2:0 (1:0) |
| 9. November 1960 in Glasgow (Hampden Park)    |   |            |           |
| Schottland                                    | – | Nordirland | 5:2 (2:0) |
| 23. November 1960 in London (Wembley Stadium) |   |            |           |
| England                                       | – | Wales      | 5:1 (3:0) |
| 12. April 1961 in Belfast (Windsor Park)      |   |            |           |
| Nordirland                                    | – | Wales      | 1:5 (0:3) |
| 15. April 1961 in London (Wembley Stadium)    |   |            |           |
| England                                       | – | Schottland | 9:3 (3:0) |